# Little Musgrave
Little Musgrave är en ort i civil parish Musgrave  i grevskapet Cumbria i England. Orten är belägen 4 km från Kirkby Stephen. Little Musgrave var en civil parish 1866–1894 när det uppgick i Musgrave. Parish hade 52 invånare år 1891.